# ネイティブキャンプ
株式会社ネイティブキャンプ（英: Native Camp, Inc.）は、東京都渋谷区に本社を置くオンライン語学学習サービス事業者である。主にオンライン英会話サービス「ネイティブキャンプ」を提供しているほか、法人向け語学研修、教育機関向けサービス、日本語学習サービス「Native Camp Japanese」、アメリカ手話学習サービス「Native Camp American Sign Language」、および留学エージェントサービス「ネイティブキャンプ留学」などを展開している。

## 概要
ネイティブキャンプは、個人向け、法人向け、教育機関向けにオンライン語学学習サービスを提供している。主力サービスであるオンライン英会話「ネイティブキャンプ」は、24時間365日レッスンを受講できる点が特徴で、英語学習を中心に、日本語、アメリカ手話など複数の言語にも対応している。
同社は世界各地に拠点を持ち、アジア、ヨーロッパ、北米などでサービスを展開している。また、「世界80億人とコミュニケーションをとることのできるサービス」を目指し、ユーザー同士が互いの言語を教え合う「言語交換」のプラットフォーム構築を目標の一つとして掲げている。

## 沿革
2015年
- 6月 - サービス提供開始

2016年
- 1月20日 - iOSアプリリリース

2017年
- 1月6日 - Androidアプリリリース[1]
- 3月15日 - 株式会社ネイティブキャンプ設立[2]
- 5月19日 - コスモピア株式会社と業務提携[3]
- 9月5日 - ヨーロッパ地域の英会話講師のレッスンの提供を開始

2018年
- 8月 - 法人向けサービスの提供開始
- 12月20日 - 海外展開第一弾としてタイへ提供開始[4]

2019年
- 1月31日 - 海外展開第二弾として韓国へ提供開始[5]

- 3月28日 - スマ留・ポリグロッツと業務提携[6]
- 4月19日 - ピアソン・ジャパンと教材提供で提携[7]
- 5月30日 - オックスフォード大学出版局と教材提供で提携[8]

- 7月 - 中国EdTech企業「chivox社」提供の英語スピーキング評価AI技術を導入[9]
- 9月2日 - 派遣型語学学習「GLOBiC」と業務提携[10]

2020年
- 6月12日 - 「マイナビBiz Benefits」でプログラム提供開始[11]
- 7月17日 - 「Wantedly Perk」で英会話プラン提供開始[12]

- 8月 - 海外展開第三弾として台湾へ提供開始[13]

- 9月1日 - 英語コーチング「プログリット(PROGRIT)」と提携[14]

2021年
- 2月8日 - 株式会社リクルートと業務提携[15]
- 3月18日 - 千葉ロッテマリーンズとパートナーシップを締結[16]

- 6月 - ネイティブキャンプエドテック株式会社を設立

2022年
- 3月 - 海外展開第四弾としてベトナムへ提供開始
- 6月24日 - 「OKpanda毎日英語アプリ」の無料利用開始[17]

2023年
- 11月24日 - 「Hey! Native Camp」リリース[18]

2024年
- 4月 - 外国人向けの日本語会話サービス「Native Camp Japanese」を開始
- 7月 - 海外展開第五弾としてブラジルへ提供開始
- 11月 - 海外留学エージェント「ネイティブキャンプ留学」を開始
- 12月 - オンラインによるアメリカ手話（ASL）レッスン「Native Camp American Sign Language」を開始

2025年
- 4月 - AI英会話「フリートーク」機能をリリース[19]

## 提供サービス
- オンライン英会話ネイティブキャンプ（オンライン英会話）
- Native Camp Japanese（外国人向け日本語会話サービス）
- Native Camp American Sign Language（アメリカ手話学習）
- ネイティブキャンプ留学（海外留学支援・エージェントサービス）
- 法人・教育機関向けの語学研修プログラム

## 特徴
ネイティブキャンプでは、1日に何度でもレッスンを受講できる「回数無制限」制度を導入しているほか、講師の空き時間を利用して即座に受講できる「今すぐレッスン」機能を備えている。
サービスはパソコン、スマートフォン、タブレットなど複数のデバイスに対応しており、場所を問わず受講可能である。講師は135ヵ国以上から採用されており、多様なバックグラウンドを持つ人材が在籍している。
提供教材には日常英会話、ビジネス英語、TOEIC対策、子ども向け教材などが含まれる。また、英語学習を支援する自社開発のアプリケーション（AI機能搭載）も提供している。
主契約者の家族が割引価格で受講できる「ファミリープラン」も導入されている。

## 社会貢献
2016年
- 4月18日 - 熊本地震災害緊急支援募金

2020年
- 3月5日 - 新型コロナウイルスによる臨時休校を受け、全国の学生にオンライン英会話を無償提供[20]
- 4月20日 - 留学生救済プロジェクトとして英会話レッスンを無償提供[21]
- 4月20日 - 新型コロナにより各種英語試験を受験できなかった方へスピーキングテストを無償提供[22]

2021年
- 7月20日 - スポーツ・音楽・エンターテインメントなどあらゆる分野で世界に挑戦する方へオンライン英会話を提供する「Going Global プロジェクト」開始[23]
- 12月23日 - フィリピン台風22号で被災した講師への緊急支援募金[24]

2024年
- 4月8日 - 小学生・中学生・高校生にオンライン英会話レッスンを1年間無料で提供する「ゼロ学割」開始[25]

2025年
- 4月3日 - 小学生・中学生・高校生にオンライン英会話レッスンを1年間無料で提供する「学生無料キャンペーン」開始[26]
- 6月7日 - 全国の学校・教育施設を対象に、英会話レッスンが体験できるタブレット端末を無償で提供[27]

## 広告・宣伝活動
機内CM
2023年4月より、JAL/ANA 国際線 機内CMにて会員数No.1を記念して制作されたCM動画を放映。
インフルエンサー
バイリンガールちか
りせとルイス
ブレイクスルー佐々木
クラスメイトは留学生。
僕と私と株式会社とTikTok公式アカウント「レベッカが日本に馴染むまで（@nativecamp_life）」を共同運用している。

### スポーツ事業へのサポート活動
千葉ロッテマリーンズ
2021年シーズンからパートナーシップ契約を結んでいる。選手やコーチ、球団関係や、マリーンズベースボールアカデミーの生徒に英会話を学べる環境を提供している。
アルバルク東京
2021年シーズンから2022年シーズンまで、選手を含むチーム関係者の英語学習をサポート。
大阪エヴェッサ
2021年シーズンから、選手を含むチーム関係者の英語学習をサポート。
アースフレンズ東京Z
2020年シーズンから、選手を含むチーム関係者の英語学習をサポート。

#### エリース豊島FC
2025年から、選手を含むチーム関係者の英語学習をサポート。
日本ゴルフ協会
2025年から、JGAナショナルチームに所属する選手および関係者の英語学習をサポート。
“Going Global”プロジェクト
世界に挑戦する日本人は増え、著名人をはじめ多くの人が活躍しているが、今後活躍の場を世界へ移したいと考えている人を英語の面でサポートする“Going Global”プロジェクトを2021年からスタート。
Kazuki／トリッキング選手
椿直起／プロサッカー選手
山口すず夏／プロゴルファー
藤田俊哉／オランダプロサッカーリーグ・アシスタントコーチ
斎藤大介／ゴルフトレーナー
平井祐心／チェリスト
樫本芹菜／女子サッカー
阪野豊史／プロサッカー選手
関戸健二／プロサッカー選手
山瀬功治／プロサッカー選手
川辺駿／プロサッカー選手
田中聡／プロサッカー選手
中野小次郎／プロサッカー選手
茂木駿佑／プロサッカー選手
山瀬理恵子／料理研究家
長谷川雄志／プロサッカー選手
坪井翔／レーシングドライバー
小山美姫／レーシングドライバー
上野菜々子／プロゴルファー

## メディア掲載

### テレビ

#### 放送中
- テレビ埼玉『極楽⼭本・ロンブー亮のARIGATEENA TV』にて「これでわたしもネイティブキャンパー」のコーナーで紹介。（2020年10月11日 - ）。
- 『マシェバラ』にて、小力の小部屋のコーナーで紹介。（2016年7月6日 - ）[35]。

#### 過去の放送
- TOKYO MX 東京オーディション(仮)との連動企画で、オンライン英会話サービスを体験するコーナーで紹介。（2016年6月15日 ‐ 2020年3月2日）[36]